# Michałówka (Mosty Prawe)
Michałówka – dawny folwark, obecnie część agromiasteczka Mosty Prawe na Białorusi, w obwodzie grodzieńskim, w rejonie mostowskim, w sielsowiecie Mosty.
W latach 1921–1939 folwark leżał w Polsce, w województwie białostockim, w powiecie grodzieńskim, w gminie Mosty.
Według Powszechnego Spisu Ludności z 1921 roku zamieszkiwały tu 43 osoby, 30 było wyznania rzymskokatolickiego, a 13 prawosławnego. Jednocześnie wszyscy mieszkańcy zadeklarowali polską przynależność narodową. Było tu 7 budynków mieszkalnych.
Miejscowość należała do parafii prawosławnej w Jatwiesku i rzymskokatolickiej w Kamionce. Podlegała pod Sąd Grodzki w Skidlu i Okręgowy w Grodnie; właściwy urząd pocztowy mieścił się w Mostach.
W wyniku napaści ZSRR na Polskę we wrześniu 1939 miejscowość znalazła się pod okupacją sowiecką. 2 listopada została włączona do Białoruskiej SRR. 4 grudnia 1939 włączona do nowo utworzonego obwodu białostockiego. Od czerwca 1941 roku pod okupacją niemiecką. 22 lipca 1941 r. włączona w skład okręgu białostockiego III Rzeszy. W 1944 miejscowość została ponownie zajęta przez wojska sowieckie i włączona do obwodu grodzieńskiego Białoruskiej SRR.